# Avenida Almirante Gago Coutinho
Die Avenida Almirante Gago Coutinho ist eine Hauptverkehrsstraße im nordöstlichen Stadtbereich der portugiesischen Hauptstadt Lissabon. Sie führt von der Praça Francisco Sá Carneiro in nördlicher Richtung zur Rotunda de Aeroporto vor dem Flughafen Lissabon-Portela und durchquert dabei die Stadtgemeinden Areeiro und Alvalade.

## Geschichte
Die Straße wurde ab 1947 als nördliche Verlängerung der Avenida Almirante Reis zur besseren Anbindung des Flughafens an das Stadtzentrum angelegt. Ursprünglich trug sie den Namen Avenida do Aeroporto. Im Juli 1956 regte der Aero-Club de Portugal an, die Straße in Ehrung der beiden bedeutendsten Flugpioniere des Landes Carlos Viegas Gago Coutinho (1869–1959) und Artur de Sacadura Freire Cabral (1881–1924) in Avenida Gago Coutinho - Sacadura Cabral umzubenennen. Die zuständige Kommission lehnte den Vorschlag mit Verweis auf die Praxis, Straßen nur nach verstorbenen Personen zu benennen, und die bereits 1926 benannte Avenida Sacadura Cabral in der Stadtgemeinde São João de Deus ab.
Am Tag nach dem Ableben Gago Coutinhos im Februar 1959 brachte der Stadtrat Baêta Henriques den Vorschlag erneut ein. Die Comissão de Toponímia blieb abwartend, schlug vor einen bedeutenderen Platz oder Straßenzug in den Stadtgemeinden Ajuda oder Alcântara, wo Gago Coutinho den größten Teil seines Lebens wohnte, auszusuchen, stimmte dann aber am 23. Juni 1959 der Umbenennung der Avenida do Aeroporto zu. Sie trat am 2. Januar 1960 in Kraft.
Die Bebauung der Straße ist geprägt von kleinen Stadtvillen, in denen verschiedene nationale Institutionen ihren Sitz haben. Sie ist Namensgeberin für die Erzählung Der unglaubliche Krieg in der Avenida Gago Coutinho (Orig.: A Inaudita Guerra da Avenida Gago Coutinho) von Mário de Carvalho aus dem Jahr 1983.